# Albert Freeman Africanus King
Pour les articles homonymes, voir Africanus et King.
Albert Freeman Africanus King (18 janvier 1841 - décembre 1914) est un médecin, professeur d'obstétrique américain, d'origine britannique, qui fut l'un des premiers à suggérer une relation entre moustiques et malaria. Il fut aussi l'un des premiers médecins à porter secours au président Abraham Lincoln, après que John Wilkes Booth ait tiré sur lui le 14 avril 1865 dans le théâtre Ford à Washington, D.C..

## Jeunesse et études
Albert naît à Bicester, un village du Oxfordshire en Angleterre.  Il est le fils d'Edward K. King, un médecin qui se passionne pour le continent africain. Passion à laquelle son fils doit son troisième prénom : « Africanus ».  Albert n'est âgé que de dix ans lorsque sa famille émigre aux États-Unis. Il étudie la médecine au Columbia Medical College puis à l'Université de Pennsylvanie, où il obtient son diplôme en 1865, à l'âge de 24 ans.

## Malaria
Le 10 février 1882, King présente à la Philosophical Society de Washington, D.C. son intuition quant à la malaria qui sévit dans la capitale américaine. Dans son exposé, il indique que la malaria « peut s'expliquer, par la supposition que le moustique est la véritable source de la maladie, plutôt que par l'inhalation ou l'absorption par voie cutanée de la vapeur des marais. », (Le nom de la maladie vient de l'italien malaria qui signifie « mauvais air ».) King communique son intuition six ans avant que le médecin français Charles Louis Alphonse Laveran, qui travaille alors en Algérie identifie le parasite responsable de la maladie et plus de dix ans avant que le britannique Ronald Ross ne confirme la transmission de la malaria par les moustiques.
Si l'intuition de King est la bonne, la solution qu'il propose ensuite à son auditoire prête plutôt à sourire, puisqu'il préconise, ni plus ni moins de recouvrir Washington sous une moustiquaire géante. On ignore toujours, à ce jour, si cette proposition était sérieuse ou faite simplement sous forme d'une boutade pour amuser son auditoire. Il n'en est pas moins vrai que personne ne prit au sérieux l'intuition de King et qu'aucune recherche ne fut entreprise en ce sens.

## Œuvres
- A manual of obstetrics, Philadelphia : Henry C. Lea's Son & Co., 1882. (OCLC 14789263)
- Dystocia from short or coiled funis, and its treatment, Chicago : Office of the American Medical Association, 1887. (OCLC 70663784)
- A new explanation of the renal troubles, eclampsia, and other pathological phenomena of pregnancy and labor, New York : William Wood and Company, 1887. (OCLC 65360930)
- The physiological argument in obstetric studies and practice, New York : William Wood & Co., 1888. (OCLC 70328048)
- The natural rectification of malpresentations, and its imitation by art, New York : William Wood & Co., 1889. (OCLC 300397072)
- Hysteria, New York : William Wood & Co., 1891. (OCLC 70713487)
- The fluorescence of quinine and other remedies in the cure of malarial fever, Philadelphia? : s.n., 1902. (OCLC 233260739)
- On functional reversion and its import in medical practice,Philadelphia : J.B. Lippincott Co., 1903. (OCLC 300397078)
- What is a living animal? How much of it is alive? Lancaster, Pa. 1909. (OCLC 24631866)
- Another hypothesis as to the origin and prevention of cancer, City of Washington : Beresford, printer, 1913. (OCLC 226949774)
- Cancer of the testicle, West Palm Beach? : s.n., 1914. (OCLC 244264562)